# He Depu
He Depu (chinois : 何德普 ; pinyin : Hé Dépǔ), né le 28 octobre 1956, est un dissident en République populaire de Chine. 

## Biographie
Il a été employé à l'Académie chinoise des sciences sociales à Pékin. Activiste politique qui a participé dans le mouvement du Mur de la démocratie, il est le fondateur de la revue Jeunesse de Pékin en 1979. 
En 1998, il a aidé à fonder le Parti démocrate chinois proscrit, mais a perdu son travail à l'Académie chinoise des sciences sociales après avoir été candidat aux élections locales en 1990. 
He Depu a été accusé après une audience de deux heures le 14 octobre 2002 pour ses liens au Parti démocrate chinois proscrit, dont il est membre, et pour avoir posté des essais sur Internet qualifiés d'« incitation à la subversion ».
Il était un des 192 signataires d'une lettre ouverte au 16e Congrès national du Parti communiste chinois du Parti communiste chinois en novembre 2002. 
Le 4 novembre 2002, il fut arrêté, et fut condamné à 8 ans pour activité dissidente sur internet le 6 novembre 2003.
En 2008, il est toujours en prison et sa santé se détériore à la prison Numéro 2 de Pékin. Il souffre d'hypertension artérielle et ne reçoit pas de traitement approprié.